# Скорый (большой противолодочный корабль)
«Скорый» — большой противолодочный корабль (БПК) проекта 61 Краснознамённого Черноморского флота ВМФ СССР и ВМФ России.

## Служба
БПК «Скорый» проекта 61 был заложен 20 апреля 1970 года на заводе имени 61 коммунара в Николаеве и 20 октября 1970 года был зачислен в списки кораблей ВМФ, спущен на воду 26 февраля 1971 года. Вступил в строй 23 сентября 1972 года. 31 октября 1972 года был включен в состав Краснознамённого Черноморского флота ВС СССР в 150-ю бригаду ракетных кораблей в составе 30-й ДиНК.
Бортовые номера 702, 805. Участвовал в боевых службах в переменном составе 5-й Средиземноморской оперативной эскадры.

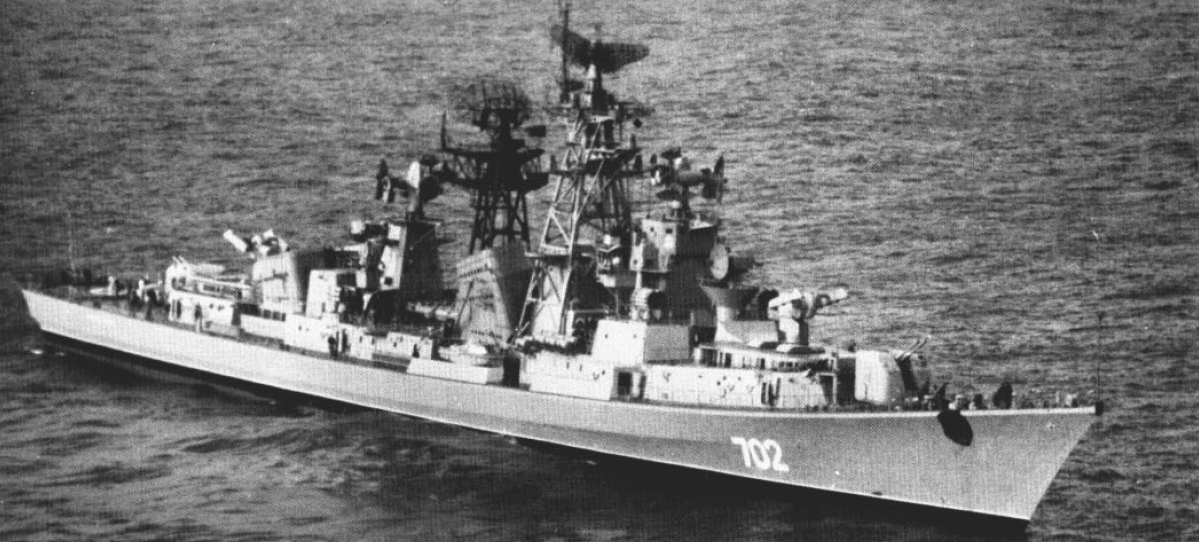
В 1987 году. Фото ВМФ США.

26 сентября — 1 октября 1973 года отряд советских кораблей под флагом адмирала В. С. Сысоева нанёс визит в Сплит (Югославия). 5 — 24 октября 1973 года, находясь в зоне военных действий во время Войны Судного дня, выполнял боевую задачу по оказанию помощи вооруженным силам Египта и Сирии. Аналогично 23.07-22.09.1974 года помощь ВС Египта.
4.08-14.10.1974 года БПК «Скорый» обеспечивал боевое траление в Суэцком заливе. В 1973 году правительство Египта обратилось к СССР за помощью в очистке Суэцкого канала. В ответ на эту просьбу к египетскому побережью был направлен специальный объединённый отряд Черноморского и Тихоокеанского флотов. В состав отряда входили БПК «Скорый», противолодочный крейсер «Ленинград», танкер проекта 1559-В «Б. Чиликин», корабль «Апшерон» с трально-подрывной техникой и команда тихоокеанских тральщиков с кораблями обеспечения их перехода. Черноморскими кораблями командовал капитан 1-го ранга Л. Е. Двинденко, командир 21-й бригады противолодочных кораблей. Корабли отряда обогнули Африку и дважды пересекли экватор.
14—19 октября 1974 года нанёс визит в Порт-Луи (Маврикий). 19-23 ноября 1974 года нанёс визит в Дакар (Сенегал).
12—17 мая 1975 года официальный визит отряда в составе КРУ «Жданов», БПК «Сдержанный» и БПК «Скорый» под флагом командира 5 ОПЭСК контр-адмирала В. А. Акимова в порт Сплит, Югославия.
20-25 октября 1978 года зашёл в Пирей (Греция).
В период с 30 июля 1982 по 16 сентября 1985 года проходил на «Севморзаводе» в Севастополе капитальный ремонт.
Последовали несколько мелких аварий и пожар в кормовом котельном отделении 21 августа 1992 года, длившийся около полутора часов. В 1995 году по недосмотру личного состава вышли из строя турбины и корабль возвратился на буксире у БПК «Сдержанного». Более «Скорый» в море уже не выходил. Корабль был исключен из состава флота 22 ноября 1997 года. Списан 10 мая 1998 года и разобран на металл на судоразделочной базе в Инкермане в 1998 году.

## Командиры
- капитан 3-го ранга Черненко, Игорь Михайлович (1972),
- капитан 3-го ранга Ковшарь, Александр Васильевич (1979-1983).